# Paola Peralta
Paola F. Peralta ( 1973, Buenos Aires) es una botánica, curadora, profesora, y exploradora argentina. En 2010, obtuvo el doctorado en Ciencias Biológicas, por la Facultad de Ciencias Naturales y Museo de la Universidad Nacional de La Plata. Desarrolló actividades académicas en el "Instituto de Botánica", del Instituto de Botánica Darwinion (IBODA) y del CONICET. Y en la actualidad trabaja en el Instituto Superior de Formación Docente Continua Luis Beltrán, Luis Beltrán (Río Negro), Argentina.
Ha realizado expediciones botánicas a Argentina, Brasil, Paraguay.

## Algunas publicaciones
- paola Peralta. 2011. Sinopsis del género Junellia (Verbenaceae). Darwiniana 49(1): en línea

- -----------------, maría e. Múlgura. 2011. El género Glandularia (Verbenaceae) en Argentina. Ann. of the Missouri Bot. Garden 98 (3): 70-74

- -----------------. 2010. Estudios sistemáticos y filogenéticos en el género Glandularia (Verbenaceae). Tesis Doctoral. Universidad Nacional de La Plata, Facultad de Ciencias Naturales y Museo

- -----------------, verônica Thode. 2010. Una nueva especie, un nuevo status y nuevas combinaciones en Glandularia (Verbenaceae) para el Sur de Brasil (A new species, a new status and new combinations in Glandularia (Verbenaceae) for Southern Brazil). Rodriguésia 61 (Sup.): S29- S32 en línea

- nataly O'Leary, paola Peralta, m.e. Múlgura. 2009. Proposal to conserve Junellia, nom. cons., against an additional name Urbania (Verbenaceae). Taxon 58: 655

- ------------------, ------------------, ----------------. 2008. A taxonomic revision of the genus Tamonea (Verbenaceae). Bot. J. of the Linnean Soc. 157 ( 2): 357–371

- -----------------, m.e. Múlgura de Romero, s. Denham, Silvia Botta. 2008. Revisión del género Junellia (Verbenaceae). Annals of the Missouri Botanical Garden 95: 338-390

- nataly o'Leary, paola Peralta. 2007. Nuevas combinaciones en el género Glandularia (Verbenaceace). Darwiniana 45 (2 ) San Isidro ago./dic. 2007 ISSN 1850-1702 en línea

- paola Peralta. 2002. Las especies del género Tibouchina (Melastomataceae) en Argentina. Darwiniana 40 (1-4): 107-120 ISSN 0011-6793 en línea

- -----------------. 2001. Clidemia (Melastomataceae) una nueva cita para la flora argentina. Hickenia 3: 115-117

- -----------------. 1999. Sobre la presencia del género Pterolepis (Melastomataceae) en la Flora Argentina. Hickenia 3: 45-46

### Libros y capítulos
- maría e. Múlgura de Romero, nataly o'Leary, paola Peralta, alicia d. Rotman. 2010. Verbenaceae. Flora de San Juan. República Argentina. p. 1 - 45

- ----------------------------------, s. Atkins, f. França, n. O’Leary, paola Peralta, alicia d. Rotman. 2008. Verbenáceas. En F.O. Zuloaga, O. Morrone & M.J. Belgrano (eds.) Catálogo de las plantas vasculares de América del Sur subtropical y templada. Monographs in Systematic Botany from the Missouri Bot. Garden 107: 3101-3151

### Ponencias en Congresos
- alicia d. Rotman, maría ema Múlgura, nataly o'Leary, paola Peralta. 2009. La familia Verbenaceae en la Flora Argentina. XXXIIª Jornadas Argentinas de Botánica. Lugar: Huerta Grande, Córdoba, Argentina

## Honores
Miembro de
- Federación Argentina de Mujeres Universitarias - FAMU
- Sociedad Argentina de Botánica
- La abreviatura «P.Peralta» se emplea para indicar a Paola Peralta como autoridad en la descripción y clasificación científica de los vegetales.[2]